# Todesmarsch der Karoliner

Marschroute der Truppen Armfeldts 1718–19. Die Daten auf der Karte sind julianisch.

Als Todesmarsch der Karoliner (schwedisch Karolinernas dödsmarsch) wird der verlustreiche Rückzug schwedischer Truppen nach der missglückten Invasion Norwegens durch Karl XII. bezeichnet.
Nördlich der Hauptarmee Karls XII. operierte 1718 eine Armee unter Carl Gustaf Armfelt, um Norwegen durch die Einnahme Trondheims zu zerteilen. Armfeldts Feldzug stieß auf logistische Schwierigkeiten. Nachdem der König während der Belagerung von Frederikshald gefallen war, brach Armfeld am 1. Januarjul. / 12. Januar 1719greg. die Belagerung Trondheims ab und zog sich nach Schweden zurück. Bei der Überquerung des Öyfjells erfroren in einem heftigen Schneesturm 3.700 seiner 5.800 Männer.
Die dramatischen Tage des Heeres von Armfelt im Winter 1719 wurden zum kriegskritischen Musical Det brinner en Eld („Es brennt ein Feuer“, heute Elden – „Das Feuer“) verarbeitet. Jedes Jahr wird es in Røros in historischer Umgebung in den „Originalsprachen“ Schwedisch, Norwegisch und Dänisch aufgeführt.
Der Schweizer Schriftsteller Josef Viktor Widmann widmete dem Ereignis sein Gedicht Totenvolk.